# Рапаны
Рапаны (лат. Rapana) — род хищных морских переднежаберных брюхоногих моллюсков из семейства иглянок (Muricidae).
Распространены в морях Тихого и Индийского океанов. Основной ареал — в Японском, Жёлтом и Восточно-Китайском морях. С 1947 года встречаются в Чёрном море. Венозная рапана с начала 1940-х годов обнаружена в Азовском, Средиземном и Северном морях, в Чесапикском заливе у восточного побережья США а также в озере Буссе на Сахалине.
Длина раковины до 12—15 см. Раковина широкоовальной формы, виток низкий, последний оборот вздут, серовато-коричневого цвета со спиральными рёбрами и осевыми утолщениями. Раздельнополые. Яйца откладывают в капсулах. Мясо съедобно, раковина декоративна.
Активные хищники, питающиеся двустворчатыми мелкими моллюсками, например, мидиями и устрицами, раковины которых они открывают при помощи своей сильной мускульной ноги. Молодые рапаны с помощью своего покрытого зубчиками языка-сверла делают отверстия в раковинах своих жертв и раскрывают их. Вредят устричным хозяйствам. Обитают на любых типах дна, передвигаясь с помощью мускулистой ноги.

## Виды
На ноябрь 2023 отряде в род включают 4 вида:
- Rapana bezoar (Linnaeus, 1758)
- Rapana lafollettei Thach, 2023
- Rapana rapiformis (Born, 1778) — Рапана реповидная
- Rapana venosa (Valenciennes, 1846) — Венозная рапана